# Coleocephalocereus diersianus
Coleocephalocereus diersianus är en kaktusväxtart som beskrevs av P.J. Braun och Esteves. Coleocephalocereus diersianus ingår i släktet Coleocephalocereus, och familjen kaktusväxter. Inga underarter finns listade i Catalogue of Life.